# 皇家愛樂樂團

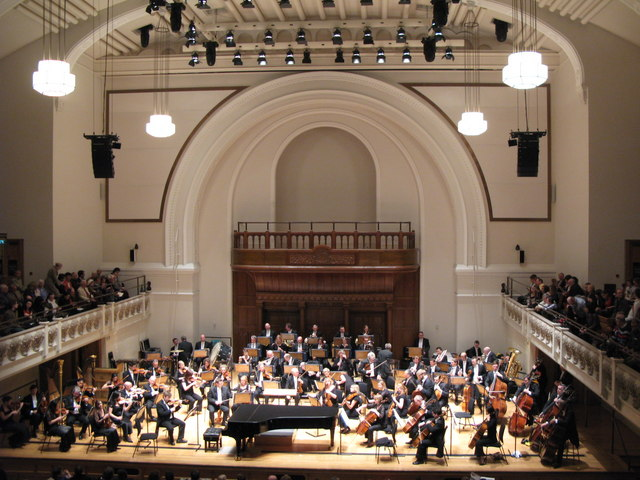
在卡多根音樂廳演出的皇家愛樂樂團

皇家愛樂樂團（英語：Royal Philharmonic Orchestra，簡記為RPO）是以倫敦為據點的管弦樂團，英格蘭最頂級的管弦樂團之一。皇家愛樂樂團由湯瑪士·畢勤成立於1946年，並在這一年舉辦了首場音樂會。1950年，皇家愛樂樂團前往美國進行巡迴演出，是其首度海外巡演。皇家愛樂樂團不僅在古典音樂上享譽盛名，在電影配樂和流行音樂流域也有貢獻。

## 歷史
1932年，湯瑪士·畢勤創立了倫敦愛樂樂團，1940年由於戰爭的緣故，樂團經費告罄，畢勤前往澳大利亞和美國工作，而倫敦愛樂樂團則自力更生。1944年9月，畢勤回到英國，10月倫敦愛樂樂團和他合作了一場音樂會，接下來的幾個月仍持續合作。但由於倫敦愛樂樂團現在有了自己的僱主，無法像以前一樣無條件地聽從畢勤的指令，他要當首席指揮也必須受樂團僱傭。他無法接受這種條件。1946年，他和皇家爱乐协会談妥，他新建一個樂團來取代倫敦愛樂樂團的地位，所有皇家愛樂協會的音樂會都將由這個新的樂團舉辦。新樂團即皇家愛樂樂團。 

## 历任首席指挥/音乐总监
- 汤玛斯·比彻姆（1946－1961）
- 鲁道夫·肯普（1962－1975）
- 多拉蒂·安塔尔（1975－1978）
- 沃尔特·韦勒（英语：Walter Weller）（1980－1985）
- 安德烈·普列文（1985－1992）
- 弗拉基米尔·阿什肯纳齐 (1987－1994）
- 丹尼尔·加蒂（1996年－2009）
- 夏尔·迪图瓦（2009－2018）
- 瓦西里·彼得连科（2021－）

## 外部連結
- 官方网站